# Фиалка алайская
Фиа́лка алайская (лат. Viola alaica) — вид двудольных растений рода Фиалка (Viola) семейства Фиалковые (Violaceae). Впервые описан ботаником Алексеем Ивановичем Введенским.

## Ботаническое описание
Многолетнее травянистое растение высотой до 10 см.
Корневище отвесное, переходящее в отвесный же, слабо ветвящийся тонкий беловатый корень.
Листья на черешках по большей части приблизительно равных по длине пластинки, реже вдвое длиннее её, считая с черешком, удлинённо яйцевидные, эллиптические или широкояйцевидные с округленным, притупленным или клиновидным основанием, быстро или постепенно суженным в окрыленный в верхней половине черешка, туповатые на верхушке, цельнокрайные или с немногочисленными, едва заметными плоскими городками в нижней части. Прилистники на ½-¾ приросшие к черешку, белоплёнчатые, ланцетовидные, острые, бахромчатые.
Цветки едва превышающие или чаще не превышающие длину листьев, средних размеров, 1-1,5 см дл., красновато-тёмнофиолетовые. Листовые пластины продолговато обратно яйцевидные, боковые бородчатые, нижний с заметным толстоватым бледно покрашенным прямым или слабо изогнутым кверху, тупым или едва приостренным на верхушке шпорцем 3-4 мм дл.

## Распространение и среда обитания
Произрастает в горных ущельях и на склонах.
Эндемик Средней Азии (горная система Памиро-Алай).